# جون ميرفي (سياسي بريطاني)
جون ميرفي (بالإنجليزية: John Murphy)‏ هو سياسي بريطاني (وحمل سابقاً جنسية المملكة المتحدة لبريطانيا العظمى وأيرلندا)، ولد في 1870، وتوفي في 17 أبريل 1930. في الانتخابات العمومية البريطانية 1900 ‏، انتخب عضو برلمان المملكة المتحدة الـ27 عن دائرة East Kerry (UK Parliament constituency) ‏ ( – 8 يناير 1906) وفي الانتخابات العامة في المملكة المتحدة 1906 ‏، انتخب عضو برلمان المملكة المتحدة الـ28 عن دائرة East Kerry (UK Parliament constituency) ‏ (12 يناير 1906 – 10 يناير 1910).